# Dragmatella aberrans
Dragmatella aberrans är en svampdjursart som först beskrevs av Topsent 1892.  Dragmatella aberrans ingår i släktet Dragmatella och familjen Desmacellidae. Inga underarter finns listade i Catalogue of Life.